# Ranunculus nodiflorus
Ranunculus nodiflorus är en ranunkelväxtart som beskrevs av Carl von Linné. Ranunculus nodiflorus ingår i släktet ranunkler, och familjen ranunkelväxter. Inga underarter finns listade i Catalogue of Life.